# لاري جاكوبسون
لاري جاكوبسون (بالإنجليزية: Larry Jacobson)‏ هو لاعب كرة قدم أمريكية أمريكي، ولد في 10 ديسمبر 1949 في سو فولز في الولايات المتحدة.

## وصلات خارجية
- لاري جاكوبسون على موقع مرجع كرة القدم المحترفة.كوم (الإنجليزية)